# Мангусти джуджета
Мангусти джуджета (Helogale) е род от семейство Мангустови (Herpestidae). Състои се от два вида и 12 подвида.

## Съществуващи видове
Родът включва следните два вида:
- Източна мангуста джудже, също етиопска мангуста джудже (Helogale hirtula)
- Южна мангуста джудже, също обикновена мангуста джудже (Helogale parvula)

Мангустите джуджета са най-малкият вид мангусти, двата вида в рода са ендемични за Африка. Разпространението на етиопската мангуста джудже е по-тропично и напълно се припокрива с това на обикновената мангуста джудже, която е по-широко разпространена. И двата вида са социални дневни животни и поради малките си размери са уязвими на хищници. И двата вида живеят независимо от открити води.